# Nejat İşler
Nejat İşler ( Istambul , 29 de fevereiro de 1972) é um ator turco de cinema, teatro e televisão, mais conhecido por sua performance no filme Egg, de 2007.

## Biografia
Nejat İşler nasceu em Eyüp, Istambul.  Ele estudou na escola secundária de Cağaloğlu Anadolu, onde começou a se interessar por atuar, começando no teatro.  Ele fez um curso de fotografia de dois anos na Universidade Técnica de Yıldız antes de vir para o serviço militar .   Depois de deixar o exército foi dedicado por um curto período de tempo para vendas.  Depois de ver a peça Death of Danton , ele decidiu se tornar um ator e se juntou ao Conservatório da Universidade Mimar Sinan, onde se formou em teatro.
Sua interpretação do poeta Yusuf no premiado filme Egg (2007) de Semih Kaplanoğlu alcançou o reconhecimento da crítica especializada e do público em geral.

## Filmografia

### Teatro
| Ano  | Título                         | Escritor         | Cenário                            |
| ---- | ------------------------------ | ---------------- | ---------------------------------- |
| 1992 | Ferhatın Yeni Acıları          | Yüksel Pazarkaya | Teatro estadual de Istambul        |
| 1994 | Yeşil Papağan Limitet          | Memet Baydur     | Teatro estadual de Istambul        |
| 1997 | They Shoot Horses, Don't They? | Horace McCoy     | Centro de espectáculos de Istambul |

### Filmes
| Ano  | Título original               | Papel          | Notas |
| ---- | ----------------------------- | -------------- | ----- |
| 1999 | Eylül Fırtınası               |                |       |
| 2004 | Mustafa Hakkında Herşey       | Fikret         |       |
| 2004 | Anlat Istanbul                | Ramazan        |       |
| 2005 | Çalıntı Gözler                | Halil          |       |
| 2006 | 2 Atualmente, Filme Birden    | Refik Bey      |       |
| 2007 | Barda                         | Selim          |       |
| 2007 | Yumurta                       | Yusuf          |       |
| 2007 | Yaşamın Kıyısında             | Comissário     |       |
| 2009 | 11'e 10 kala                  | Ali            |       |
| 2009 | Ejder Kapanı                  | Ensar          |       |
| 2010 | Siyah Beyaz                   | Doutor         |       |
| 2011 | Kaybedenler Kulübü            | Kaan Çaydamlı  |       |
| 2011 | Çınar Ağacı                   | Yağız          |       |
| 2012 | Behzat Ç. Seni Kalbime Gömdüm | Ercüment Çözer |       |
| 2013 | Behzat Ç. Ancara Yanıyor      | Ercüment Çözer |       |
| 2014 | Kış Uykusu                    | Ismail         |       |
| 2016 | Ikimizin Yerine               | Dogan          |       |
| 2017 | Istanbul Kırmızısı            | Deniz          |       |

### Televisão
| Ano                    | Título original                 | Papel              | Notas                 |
| ---------------------- | ------------------------------- | ------------------ | --------------------- |
| 2017                   | Bodrum Masalı                   | Bora               |                       |
| 2014                   | Benim Adım Gültepe              | Dublagem de voz    |                       |
| 2012                   | Intikam                         | Rüzgâr Denizci     | Temporada 1           |
| 2011-2012              | Keşanlı Ali Destanı             | Keşanlı Ali        |                       |
| 2010-2012              | Behzat Ç. Bir Ankara Polisiyesi | Ercüment Çözer     |                       |
| 2009                   | Parmaklıklar Ardında            | Ahmet              |                       |
| 2009                   | Kapalıçarşı                     | Cemal              |                       |
| 2007-2008              | Faca Sırtı                      | Ali Sinan          |                       |
| 2005                   | Beyaz Gelincik                  | Função de partilha |                       |
| 2004                   | Aliye                           | Deniz Erbil        |                       |
| 2004                   | Şeytan Ayrıntıda Gizlidir       | Ali                |                       |
| 2004                   | Çemberimde Gül Oya              | Nejat Işler        | Participação especial |
| 2003-2004              | Sultan Makamı                   | Função de partilha |                       |
| 2002-2003              | Gülbeyaz                        | Kadir Demiroğlu    |                       |
| 2002                   | Aşk vê Gurur                    | Ilhan Timur        |                       |
| 2001                   | Dedem, Gofret vê Ben            | Murat              |                       |
| 2001                   | O Jogo Evde Kaldım              | Metin              |                       |
| 1999                   | Deli Yürek                      | Oktay              |                       |
| Dertler Bizim Crianças |                                 |                    |                       |
| 1994                   | Şehnaz Tango                    | Ergün              |                       |
| 1994                   | Gurur                           |                    |                       |